# Thorvaldur Kodransson
Thorvaldur Kodransson (nórdico antiguo: Þorvaldur skáld Koðransson, n. 965) fue un vikingo y escaldo de Hvanneyri í Siglufjörð, Eyjafjarðarsýsla en Islandia. Según la tradición, nacido en Stora Gilja, y era hijo de Koðran Eilífsson.
El camino evangelizador de Thorvaldur se conoce principalmente por Kristni þættir y la saga de Kristni; en la saga Vatnsdœla se cita que Thordis la adivina (Þórdís spákona), una pagana versada en magia y hechizos, favoreció la misión de Thorvaldur. Más tarde fue apodado Þorvaldur inn víðförli («Þorvaldur el que viajó», por su estancia en Miklagard con la guardia varega), un hombre considerado recto y valiente que se ganó la confianza de los islandeses quienes le permitieron la primera evangelización de la isla entre 981 y 986 acompañado por el obispo Fridrek de quien se conoce muy poco. Su esfuerzo fue en vano y la nueva religión no llegó a cuajar en la sociedad vikinga de aquel momento. De hecho, finalmente fue objeto del ridículo y tuvo que escapar de la isla tras un conflicto en el que se vio involucrado y dos hombres murieron. Thorvaldur aparece como personaje principal en Þorvalds þáttr víðförla.